# خيسوس ألبرتو أنغولو
خيسوس ألبرتو أنغولو (بالإسبانية: Jesús Alberto Angulo)‏ هو لاعب كرة قدم مكسيكي، ولد في 30 يناير 1998 في كولياكان في المكسيك. لعب مع سانتوس لاغونا.

## وصلات خارجية
- خيسوس ألبرتو أنغولو على موقع قاعدة بيانات كرة القدم.إي يو (الإنجليزية)
- خيسوس ألبرتو أنغولو على موقع ناشيونال فوتبول تيمز (الإنجليزية)
- خيسوس ألبرتو أنغولو على موقع Soccerway.com (الإنجليزية)
- خيسوس ألبرتو أنغولو على موقع عالم كرة القدم.نت (الإنجليزية)
- خيسوس ألبرتو أنغولو على موقع أوليمبيديا (الإنجليزية)